# Mohamed-Amine Bouchenna
Mohamed-Amine Bouchenna (Beaumont-sur-Oise, Francia, 15 de junio de 2006) es un futbolista francés que juega como delantero en el Clermont Foot 63 II del Championnat National 3.

## Estadísticas

### Clubes
Actualizado al último partido disputado el 3 de diciembre de 2022.
| Club                        | Div.          | Temporada     | Liga  | Liga  | Liga   | Copas nacionales | Copas nacionales | Copas nacionales | Copas internacionales | Copas internacionales | Copas internacionales | Total | Total | Total  |
| Club                        | Div.          | Temporada     | Part. | Goles | Asist. | Part.            | Goles            | Asist.           | Part.                 | Goles                 | Asist.                | Part. | Goles | Asist. |
| --------------------------- | ------------- | ------------- | ----- | ----- | ------ | ---------------- | ---------------- | ---------------- | --------------------- | --------------------- | --------------------- | ----- | ----- | ------ |
| Clermont Foot 63 II Francia | 5.ª           | 2022-23       | 6     | 0     | 0      | ―                | ―                | ―                | ―                     | ―                     | ―                     | 6     | 0     | 0      |
| Clermont Foot 63 II Francia | 5.ª           | 2023-24       | 0     | 0     | 0      | ―                | ―                | ―                | ―                     | ―                     | ―                     | 0     | 0     | 0      |
| Clermont Foot 63 II Francia | Total club    | Total club    | 6     | 0     | 0      | 0                | 0                | 0                | 0                     | 0                     | 0                     | 6     | 0     | 0      |
| Total carrera               | Total carrera | Total carrera | 6     | 0     | 0      | 0                | 0                | 0                | 0                     | 0                     | 0                     | 6     | 0     | 0      |